# Styracaceae
Famille
Classification APG III (2009)
Les Styracaceae sont une famille de plantes à fleurs dicotylédones qui comprend environ 200 espèces réparties en 10 à 15 genres.
Ce sont des arbres ou des arbustes à résine. L'aire de distribution comprend l'est de l'Asie, le bassin méditerranéen, l'Amérique, du sud-est des États-Unis au Mexique et aux zones tropicales d'Amérique du Sud.
Certaines espèces du genre Styrax donnent le benjoin utilisé en parfumerie ou en aromathérapie.

## Étymologie
Le nom vient du genre type Styrax  (grec στυραξ), ancien nom grec et latin de ces arbres et de leur résine balsamique.
Le nom « styrax » sert aussi de façon abusive à désigner la résine du liquidambar. En effet dans l'antiquité, et notamment dans l'Histoire naturelle de Pline l'Ancien, le terme désignait aussi bien le Liquidambar orientalis (« Styrax de Chypre et de Cilicie ») que l'aliboufier (« Styrax de Syrie »).
Le nom serait dérivé de l'arabe اصّْطِرَكْ (aṣ-ṣṭirak) .

## Classification
En classification phylogénétique APG (1998), le genre Halesia ne faisait pas partie de cette famille mais de celle des Halesiaceae, mais en classification phylogénétique APG II (2003) ce genre est réintroduit dans cette famille.

## Liste des genres
Selon Angiosperm Phylogeny Website (30 juin 2010) et DELTA Angio (30 juin 2010) :
- Alniphyllum
- Bruinsmia
- Halesia
- Huodendron
- Melliodendron
- Pamphilia
- Parastyrax
- Pterostyrax
- Rehderodendron
- Sinojackia
- Styrax

Selon NCBI (30 juin 2010) :
- Alniphyllum
- Bruinsmia
- Changiostyrax
- Halesia
- Huodendron
- Melliodendron
- Pterostyrax
- Rehderodendron
- Sinojackia
- Styrax

Selon ITIS (30 juin 2010) :
- Halesia Ellis ex L.
- Styrax L.

Auxquels peuvent s'ajouter les synonymes potentiels:
- Halesia L. (1759) (Synonymes : Carlomohria Greene, Halia St.-Lag.)
- Mohrodendron Britton (1893) (Synonyme possible : Halesia L.)
- Pterostyrax Siebold &Zucc. (1839) (Synonyme possible : Halesia L.)
- Styrax L. (1753) (Synonymes : Plagiospermum Pierre, Schlosseria Ellis)

## Liste des genres et espèces
Selon NCBI (30 juin 2010) :
- genre Alniphyllum
  - Alniphyllum fortunei
- genre Bruinsmia
  - Bruinsmia styracoides
- genre Changiostyrax
  - Changiostyrax dolichocarpa
- genre Halesia
  - Halesia carolina
  - Halesia diptera
  - Halesia macgregori
  - Halesia tetraptera
- genre Huodendron
  - Huodendron biaristatum
  - Huodendron tibeticum
- genre Melliodendron
  - Melliodendron xylocarpum
- genre Pterostyrax
  - Pterostyrax corymbosus
  - Pterostyrax hispidus
  - Pterostyrax psilophyllus
- genre Rehderodendron
  - Rehderodendron kwangtungense
  - Rehderodendron macrocarpum
- genre Sinojackia
  - Sinojackia huangmeiensis
  - Sinojackia microcarpa
  - Sinojackia oblongicapra
  - Sinojackia rehderiana
  - Sinojackia sarcocarpa
  - Sinojackia xylocarpa
- genre Styrax
  - Styrax agrestis
  - Styrax americanus
  - Styrax aureus
  - Styrax benzoin
  - Styrax calvescens
  - Styrax camporum
  - Styrax chinensis
  - Styrax confusus
  - Styrax cordatus
  - Styrax dasyanthus
  - Styrax faberi
  - Styrax ferrugineus
  - Styrax formosanus
  - Styrax foveolaria
  - Styrax gentryi
  - Styrax glabrescens
  - Styrax glabrus
  - Styrax grandiflorus
  - Styrax grandifolius
  - Styrax hemsleyanus
  - Styrax jaliscanus
  - Styrax japonicus
  - Styrax lanceolatus
  - Styrax latifolius
  - Styrax leprosus
  - Styrax maninul
  - Styrax martii
  - Styrax obassia
  - Styrax obtusifolius
  - Styrax ochraceus
  - Styrax odoratissimus
  - Styrax officinalis
  - Styrax pedicellatus
  - Styrax pentlandianus
  - Styrax perkinsiae
  - Styrax platanifolius
  - Styrax pohlii
  - Styrax portoricensis
  - Styrax radians
  - Styrax ramirezii
  - Styrax redivivus
  - Styrax serrulatus
  - Styrax shiraianus
  - Styrax sieberi
  - Styrax suberifolius
  - Styrax tomentosus
  - Styrax tonkinensis
  - Styrax vilcabambae
  - Styrax warscewiczii
  - Styrax wilsonii